# Trey Casteel
Trey Casteel (ur. 1 stycznia 1974 w Columbus) – amerykański aktor erotyczny, dwukrotnie nominowany do nagrody Grabby.

## Życiorys
Pochodzi z Columbus w stanie Ohio. By rozpocząć karierę w branży gejowskiej pornografii, przeniósł się do Los Angeles. Następnie wysłał swoje zdjęcia do wytwórni Falcon Studios.
Ostatecznie jako aktor zadebiutował w 2005, kiedy to pojawił się w produkcjach wytwórni American Men, Colt Studio, Falcon Studios, Raging Stallion Studios, Studio 2000, Titan, Hot House, Falcon's Mustang Line i Raging Stallion, w tym Mischief, Cross Country: Part 1 & Part 2, The Hunted i Trapped 2. Jego zdjęcia znalazły się także na okładkach: „Freshmen” (we wrześniu 2005), „Honcho” (we wrześniu 2006), „Torso” (w listopadzie 2006, w maju 2007 i w grudniu 2007) i „Men” (w lutym 2008).
W 2006 trafił do obsady Brawlers, Trunks 2, Boot Black Blues, Manhunt 2.0 i No Cover, a także otrzymał nominację do Hard Choice Award w kategorii „Najlepszy seks roku” w Humping Iron (2005) z Nickiem Marino.
W 2007 wystąpił w Verboten: Part 1, Grunts: Brothers in Arms, Grunts: Misconduct, Playback, Forbidden Dreams, Limits, Roid Rage, Crossing the Line: Cop Shack 2 (2007) jako Olson, Brotherhood, jako Quincy i Erotikus. Był też nominowany do Grabby Award w kategorii „Najlepsza scena seksu grupowego” w Brawlers (2006) z Mattem Majorsem, Jonem Galtem, Nickiem Marino i Tommym Blade’em.
W 2008 grał w Hunter Hunted i Folsom Prison, a także zdobył nominację do nagrody Grabby w kategorii „Najlepsza scena triolizmu” w Grunts: Misconduct (2007) z Jakiem Deckardem i Rickym Sinzem. Współpracował też m.in. z Erikiem Rhodsem, Matthew Rushem, Bradem Rockiem, François Sagatem i Huesseinem.
Od 2007 związał się z aktorem porno Yargo, poznanym na planie filmu Brawlers.